# Charles-Eugène Galiber

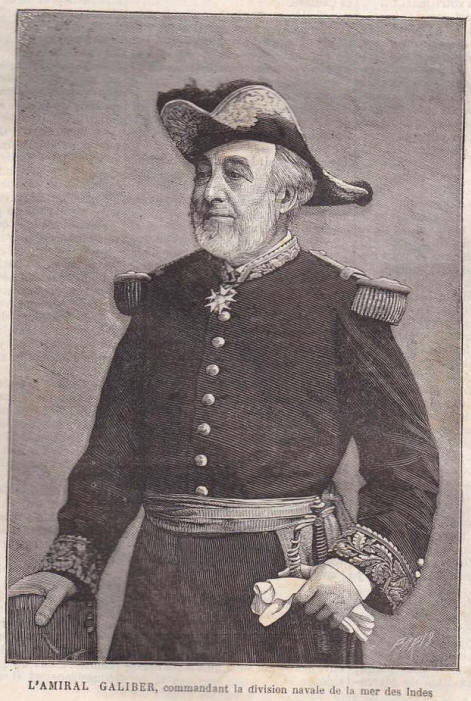
Charles-Eugène Galiber

Charles-Eugène Galiber (* 2. Juli 1824 in Castres; † 25. Januar 1909 Paris) war ein französischer Vizeadmiral und Politiker der Dritten Republik.

## Leben
Charles-Eugène Galiber wurde am 2. Juli 1824 in Castres (Frankreich) als Sohn von Pierre Auguste Galiber, einem Kavalleriehauptmann und Ritter der Ehrenlegion, und Mélanie Huc geboren. Nach seinem Abschluss an der École navale trat er 1840 in die Marine ein. Am 1. September 1842 wurde er zum Aspirant der Marine ernannt und am 1. November 1846 zum Enseigne de vaisseau befördert wurde. Ab 1. Januar 1849 diente an Bord der Jemmapes, einem Schiff mit 100 Kanonen.

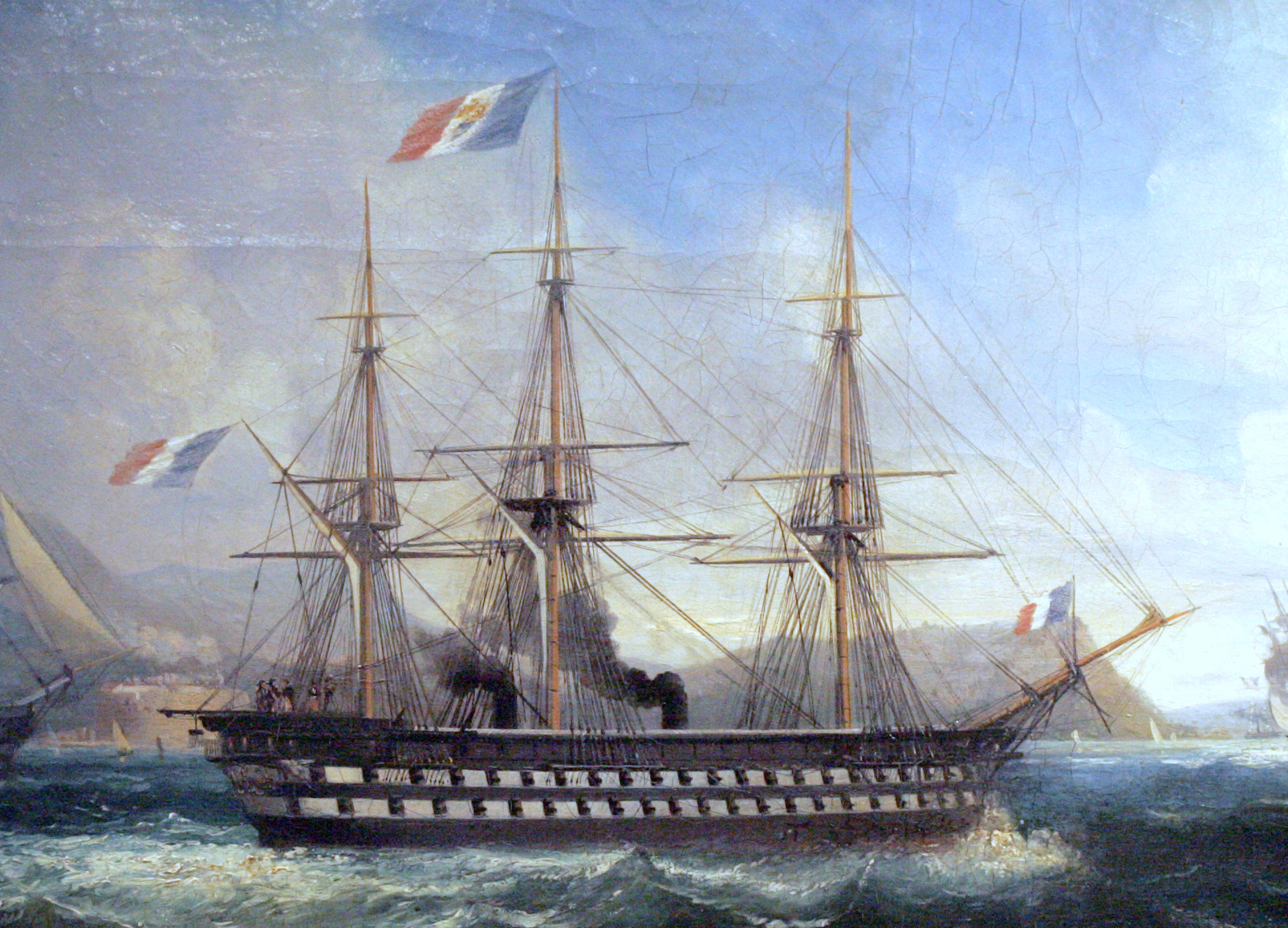
Linienschiff Napoléon

Nachdem Galibert am 8. März 1854 zum Lieutenant de vaisseau ernannt wurde, nahm er an Bord der Napoléon, die zum Mittelmeergeschwader gehörte am Krimkrieg teil. Er zeichnete sich bei der Belagerung von Sewastopol am 17. Oktober 1854 und bei den Vorstößen in die Asowsche See aus. Nach seiner Rückkehr wurde er zum Ritter der Ehrenlegion ernannt.
1860 erhielt er das Kommando über den Aviso Tartare, der entlang der algerischen Küste kreuzte, und 1861 bis 1862 über den Aviso Le Phare. Am 31. Dezember 1862 wurde er zum Fregattenkapitän befördert und war Erster Offizier der L’Alexandre, die 1863 und 1864 einem Ausbildungsgeschwaders zugeteilt war.
Er befehligte die Curieux an der Westküste Afrikas und später vor Südamerika. Am 11. August 1865 wurde er zum Offizier der Ehrenlegion ernannt.
Von Juli 1867 bis September 1870 fungierte er als Aide-de-camp (Adjutant) des Marineministers Admiral Charles Rigault de Genouilly. Am 22. Mai 1869 wurde er Kapitän zur See und erhielt Kommandos auf mehreren Schiffe, darunter die Schlachtschiffe Reine Blanche und die Magenta. Auf der Reede von Toulon 1875 kam es aufgrund eines an Bord der Magenta ausgebrochenen Brandes zur Explosion des Pulvermagazins und dem Verlust des Schiffes. Die vorgeschriebene Untersuchung vor einem Kriegsgericht im November 1875 befand Galiber einstimmig für schuldlos an dem Verlust. Anschließend befehligte er den Kreuzer Laplace und unternahm von 1876 bis 1878 drei Fahrten nach Neufundland. Dort schlichteten seine diplomatischen Fähigkeiten zahlreiche Zwischenfälle zwischen englischen und französischen Fischern. Am 29. Januar 1879 wurde er zum Konteradmiral ernannt und am 1. Oktober desselben Jahres zum Oberbefehlshaber des Geschwaders für die Ausbildung zur See (Division volante et d’instruction).
Nach seiner Rückkehr nach Frankreich wurde er Mitglied des Admiralitätsrats. Vom 6. April 1885 bis zum 6. Januar 1886 war er in der ersten Regierung Henri Brisson Minister für die Marine und die Kolonien.
Am 9. Mai 1885, einen Monat nach seiner Ernennung zum Minister, wurde er zum Vizeadmiral befördert. Im Mai 1889 schied er aus dem aktiven Dienst aus und wurde am 2. Juli 1889 in den Ruhestand versetzt. Am 31. Dezember 1897 wurde ihm das Großkreuz der Ehrenlegion verliehen. Nach seinem Tod wurde er mit militärischen Ehren in Castres begraben.